# Osvaldo Velloso de Barros
Osvaldo Velloso de Barros (* 25. September 1908 in Corumbá; † 8. August 1996 Rio de Janeiro) war ein brasilianischer Fußballnationaltorhüter.

## Karriere
Velloso wurde beim Clube Bahiano de Tênis aus Salvador (Bahia) groß. Mit diesem gewann er 1927 die Staatsmeisterschaft von Bahia. Als Zwanzigjähriger wechselte er 1928 zum Fluminense FC in seine Geburtsstadt. Für diesen soll er in sieben Jahren 92 Spiele bestritten haben. Davon 22 mit weißer Weste. Aus diesem Grund gilt er als einer der 20 Torhüter mit den meisten Zu-Null-Spielen in der Geschichte des Klubs. Nach Beendigung seiner aktiven Laufbahn blieb er bei Fluminense als Mitglied des beratenden Rates verbunden und war während des Gewinns der Staatsmeisterschaft von Rio de Janeiro 1951 als Fußballdirektor des Vereins tätig.
Für die Fußballnationalmannschaft von Brasilien mehrere Länderspiele. Bei der ersten Fußball-Weltmeisterschaft 1930 war er Teil der Mannschaft und spielte am 20. Juli gegen Bolivien (4:0).
Danach kam er noch zum Einsatz beim:
- offiziellen Freundschaftsspiel am 1. August 1930 gegen Frankreich – 3:2
- inoffiziellen Freundschaftsspiel am 2. Juli 1931 gegen  Ungarn – 6:1
- am 6. September 1931 bei der Copa Río Branco beim 2:0 über Uruguay

Velloso war der erste brasilianische Torhüter war, der bei einer Weltmeisterschaft einen Strafstoß parierte. In der Partie gegen Bolivien beim Stand von 0:0 hielt er den Schuss von José Bustamante. Das Treffen auf Frankreich war das erste offizielle Länderspiel zwischen den Teams.

## Erfolge
Bahiano
- Staatsmeisterschaft von Bahia: 1927
- Torneio Início da Bahia: 1927

Nationalmannschaft
- Copa Río Branco: 1931

## Trivia
Velloso war verheiratet und hatte zwei Söhne, Edgard Luiz Teykal Velloso und Oswaldo Luiz Teykal Velloso.
Nachdem er mit dem Fußball aufgehört hatte, wurde er Versicherungsmakler bei der „A Equitativa de Seguros Gerais“, einem staatlichen Unternehmen. Seine Frau starb am 20. Juli 2009 im Alter von 93 Jahren in Petrópolis.